# Dunkle Strahlung
Dunkle Strahlung ist eine postulierte Art von Strahlung, die Wechselwirkungen zwischen Teilchen der Dunklen Materie vermitteln soll.
Ähnlich wie die Teilchen der Dunklen Materie soll dunkle Strahlung nicht mit baryonischer Materie wechselwirken. Obwohl es bislang keinen direkten Nachweis für diese Art der Strahlung gibt, wird angenommen, dass sie für die beschleunigte Ausdehnung des Weltalls verantwortlich sein könnte.
Möglicherweise handelt es sich bei den Wechselwirkungsteilchen um sterile Neutrinos.